# Cinnamomum microcarpum
Cinnamomum microcarpum är en lagerväxtart som beskrevs av André Joseph Guillaume Henri Kostermans. Cinnamomum microcarpum ingår i släktet Cinnamomum och familjen lagerväxter. Inga underarter finns listade i Catalogue of Life.